# Miličinica
Miličinica (em cirílico: Миличиница) é uma vila da Sérvia localizada no município de Valjevo, pertencente ao distrito de Kolubara. A sua população era de 740 habitantes segundo o censo de 2011.

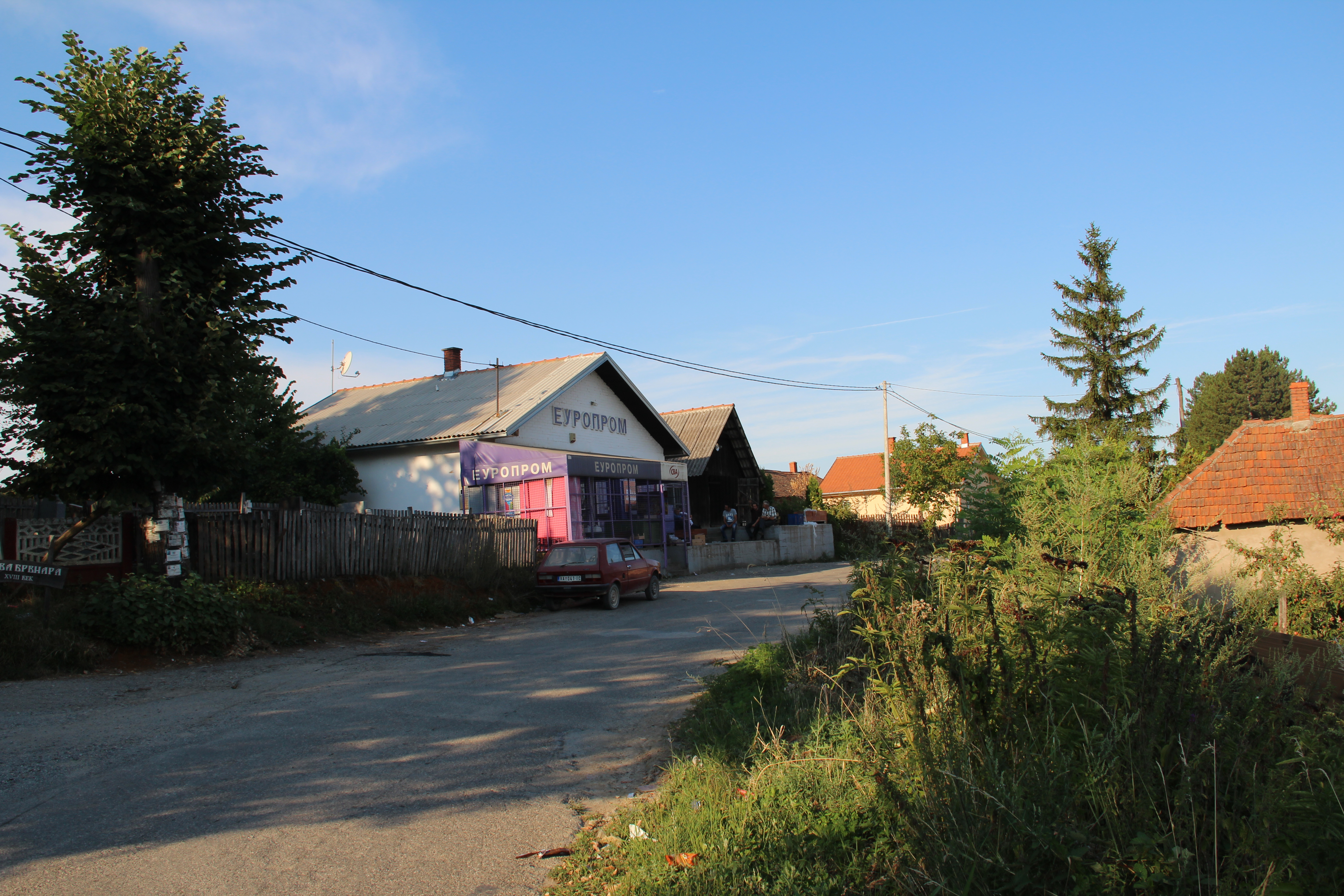
Miličinica - Panorama
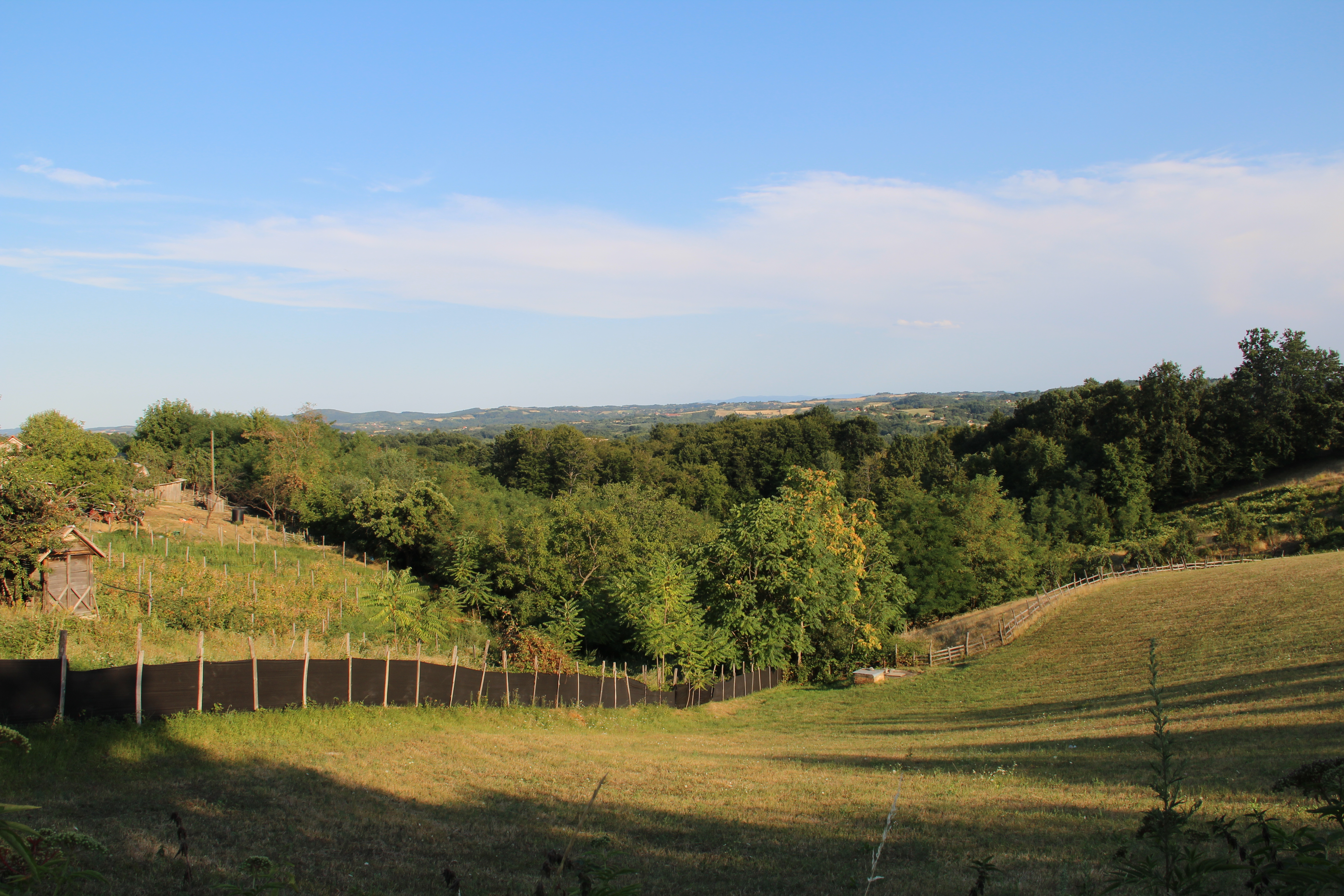
Miličinica - Panorama
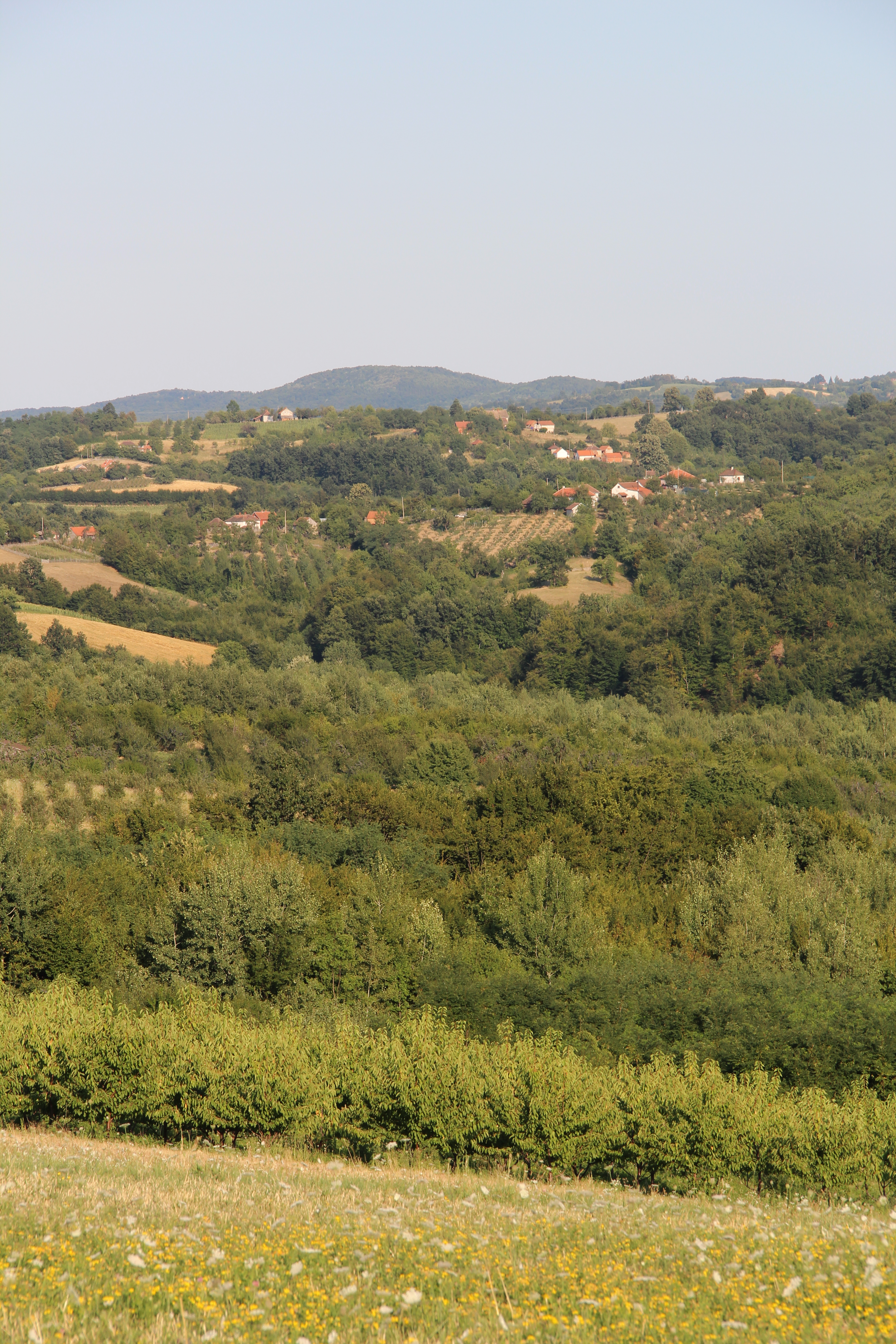
Miličinica - Panorama
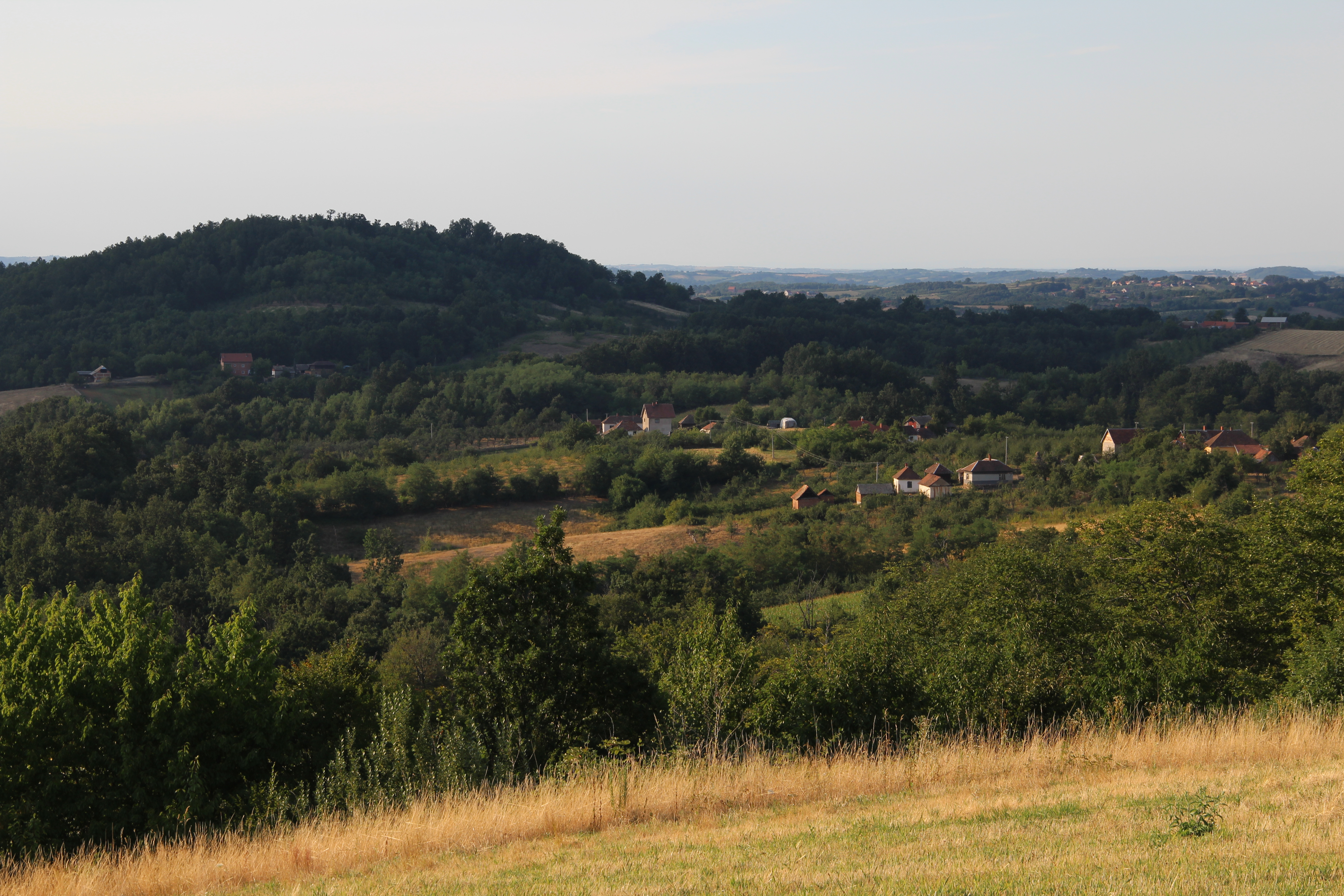
Miličinica - Panorama
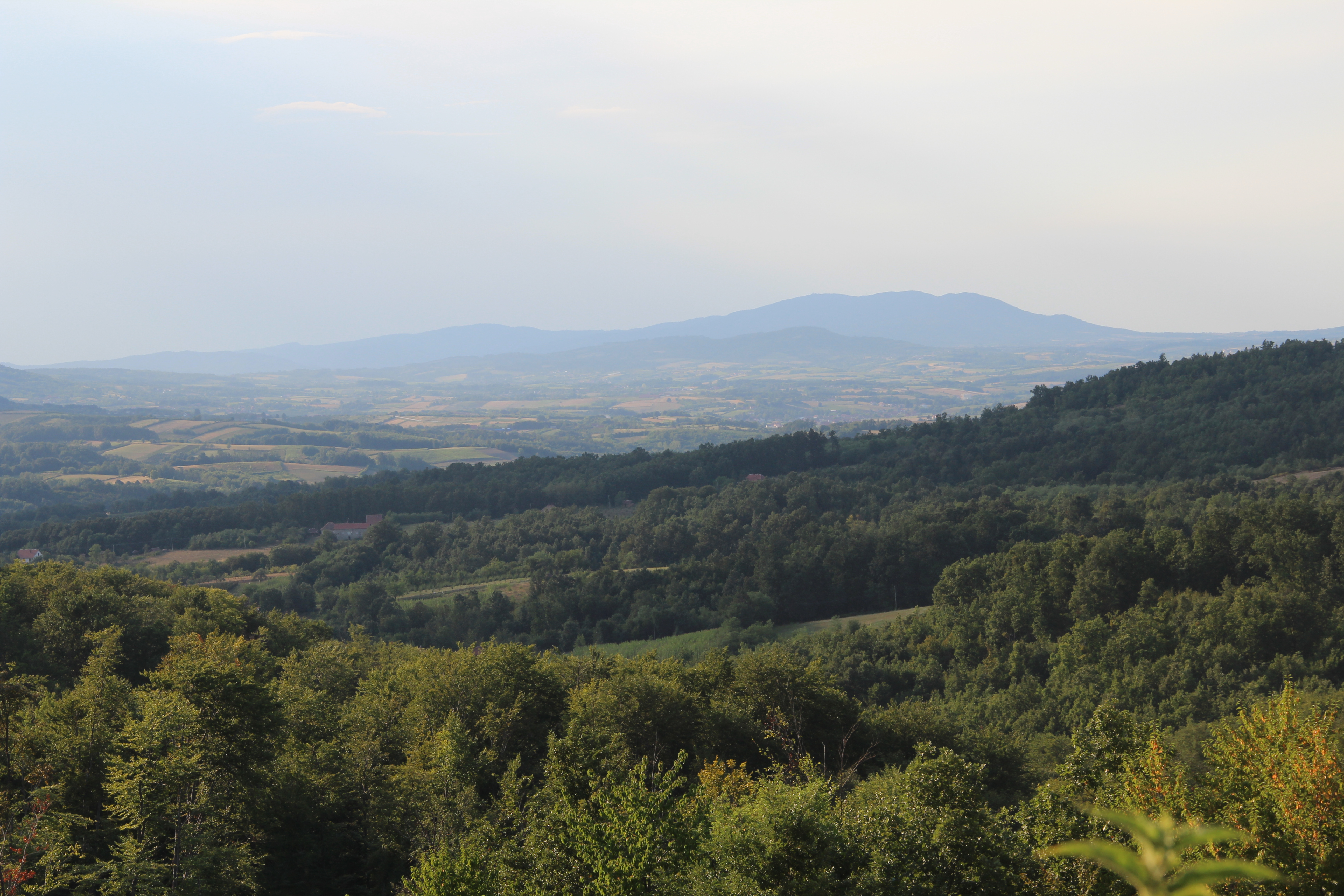
Miličinica - Panorama
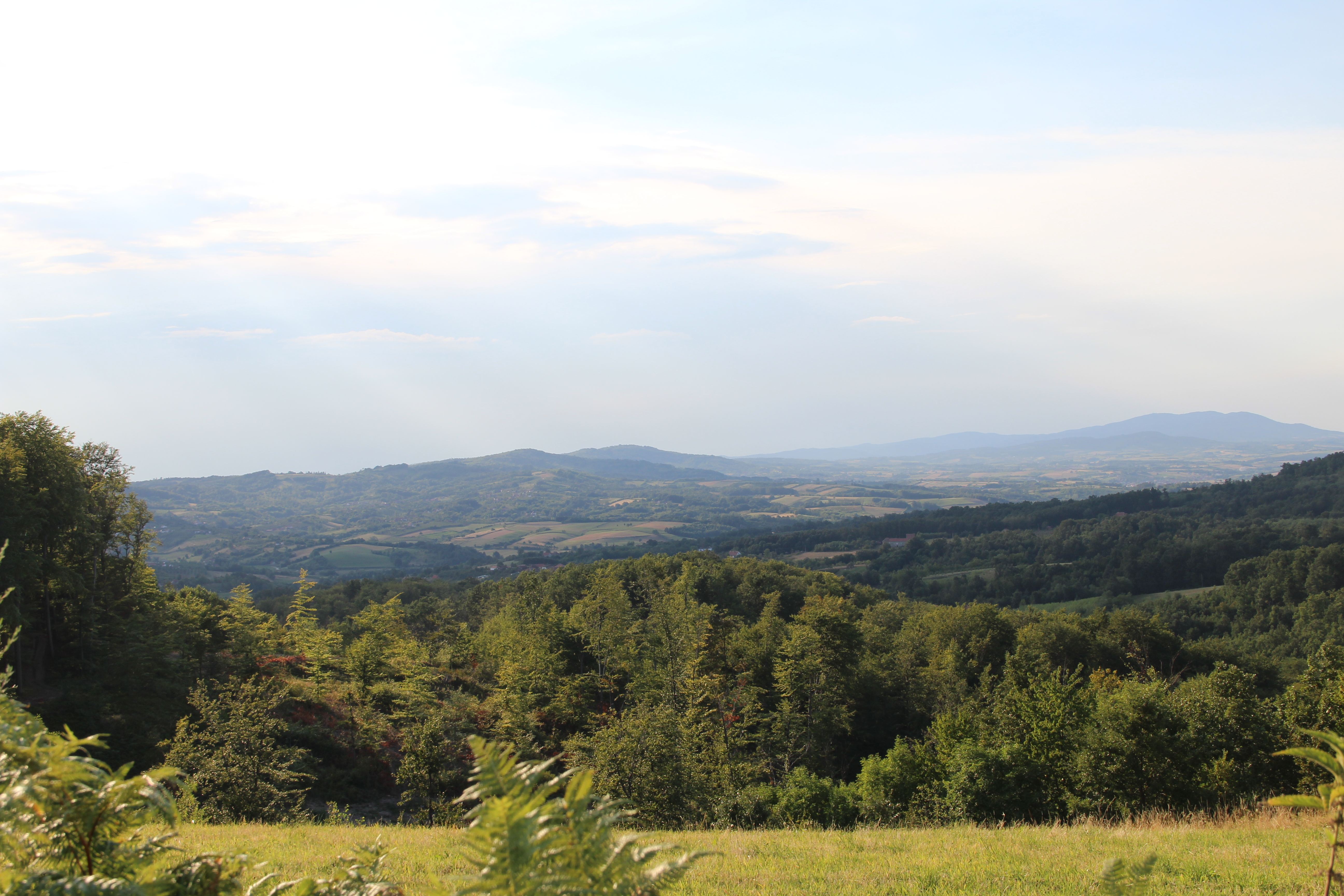
Miličinica - Panorama
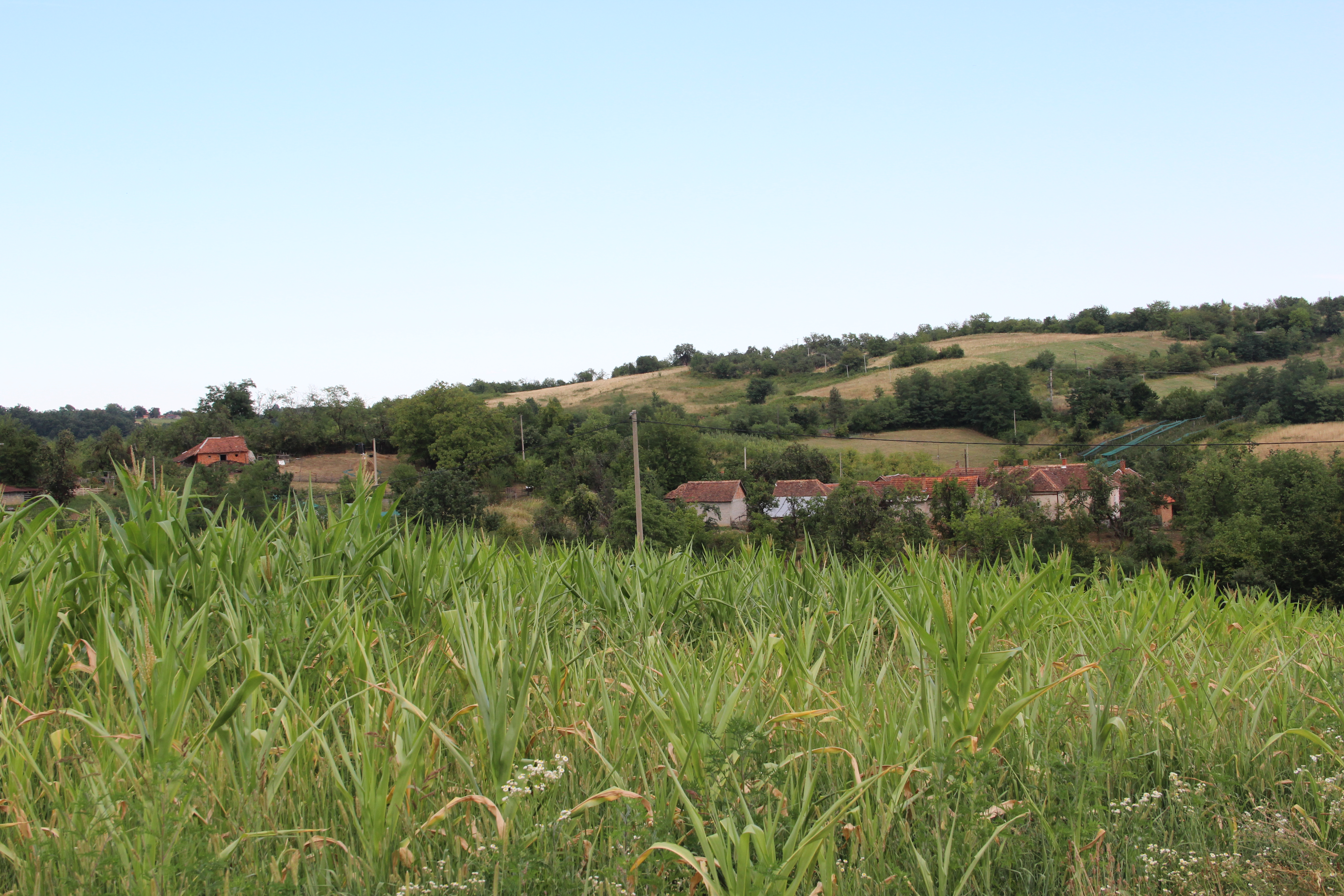
Miličinica - Panorama
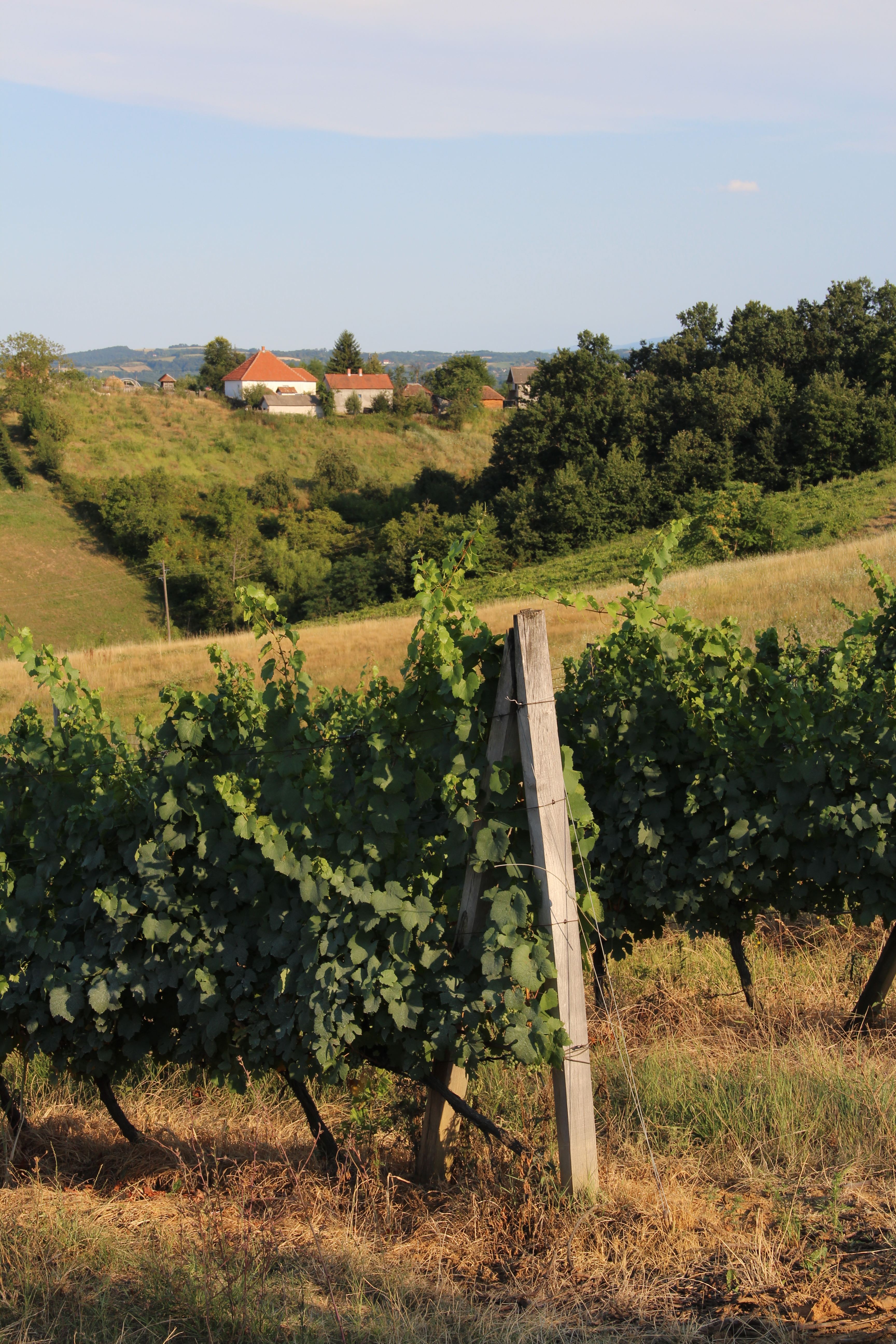
Miličinica - Panorama

## Demografia
| 1948  | 1953  | 1961  | 1971  | 1981  | 1991  | 2002 | 2011 |
| ----- | ----- | ----- | ----- | ----- | ----- | ---- | ---- |
| 2 197 | 2 074 | 1 998 | 1 747 | 1 415 | 1 142 | 913  | 740  |